# (2408) Астапович
(2408) Астапович (англ. 2408 Astapovich: 1978 QK1; 1943 GR; 1948 RH; 1977 DG5; 1977 FW1) — астероид обнаруженный обсерваторией 1978 году Крымской астрофизической обсерваторией (код МАС 095). Имеет очень низкое альбедо (отражательную способность) 0,001.

## История
Астероид описал Черных, Николай Степанович (Крымская астрофизическая обсерватория) в 1978 году.
«(2408) Астапович» был назван в честь советского астронома Игоря Станиславовича Астаповича (1908—1976), который был известен своими исследованиями метеоритов.